# Ґюнтер Мерінґ
Ґюнтер Мерінґ (нім. Günther Möhring) (25 листопада 1936 — 14 січня 2006) — німецький міжнародний майстер з шахів (IM) (1976), переможець чемпіонату Східної Німеччини з шахів (1963), золотий призер шахової Олімпіади (1964).

## Біографія
Ґюнтер Мерінґ навчився грати в шахи у віці десяти років. У 1955 році він зайняв 2-ге місце на молодіжному чемпіонаті Німеччини з шахів. Він також виграв Чемпіонат Німеччини з заочних шахів серед молоді (1956-1958). Ґюнтер Мерінґ досяг найбільшого успіху у своїй шаховій кар’єрі в 1963 році, коли виграв чемпіонат Східної Німеччини з шахів. У 1968 році разом із шаховим клубом Галле виграв командний кубок Східної Німеччини з шахів. У 1976 році він отримав титул міжнародного майстра ФІДЕ (IM).
Ґюнтер Мерінґ грав за Східну Німеччину на шахових Олімпіадах.
- У 1964 році на другій запасній дошці на 16-й шахової Олімпіаді в Тель-Авіві (+11, =2, -1) і виграв особисту золоту медаль.

Також Ґюнтер Мерінґ чотири рази грав за Східну Німеччину на командному чемпіонаті світу з шахів серед студентів (1959, 1961-1963) і виграв командну бронзову медаль (1961). 
У 1968 році Ґюнтер Мерінґ виграв чемпіонат Східної Німеччини з ґо. За фахом вчитель математики.